# Dear-dear DREAM
「dear-dear DREAM」（ディア-ディア・ドリーム）は、マイサンシャイン（高垣彩陽） meets スフィアのシングルである。2009年6月3日にLantisから発売された。

## 概要
- 「dear-dear DREAM」は、テレビアニメ『バトルスピリッツ 少年突破バシン』の2代目エンディングテーマとして使用された。
- 歌は、劇中に登場するマイサンシャインを演じる高垣彩陽が担当している。また、マイサンシャインを演じる高垣が所属する声優ユニット・スフィアの他メンバー（寿美菜子、戸松遥、豊崎愛生）が、コーラスで参加している。
- カップリングの「冒険記録」は、Little Nonが歌った同アニメ初代エンディングテーマのカヴァーバージョンである。

## 収録曲
1. dear-dear DREAM [4:00]
作詞：畑亜貴、作曲：黒須克彦、編曲：虹音
  - テレビアニメ『バトルスピリッツ 少年突破バシン』エンディングテーマ
2. 冒険記録 [4:16]
作詞・作曲：Little Non、編曲：鈴木マサキ
3. dear-dear DREAM（INSTRUMENTAL）
4. 冒険記録（INSTRUMENTAL）